# Emirato di Trarza
L'emirato di Trarza fu uno stato precoloniale situato nell'odierna Mauritania sudoccidentale. Condividente lo stesso nome con l'attuale regione di Trarza, questo emirato è sopravvissuto fino ai giorni nostri come una confederazione tradizionale di popoli semi-nomadi. La sua popolazione, un misto di tribù berbere, vi aveva posto dimora prima della conquista nell'XI secolo da parte di arabi Hassaniyya dal nord. In seguito, gli europei li avrebbero chiamati Mori/Mauri, e quindi avrebbero nominato questo gruppo "Mori Trarza".

## Lista degli emiri
c.1660 - 1703 Addi I 
 
1703 - 1727 Ali Sandura 
 
1727 - c.1758 `Umar 
 
c. 1758 - 17.. Mukhtar wuld `Umar 
 
17.. - 17.. Muhammad Babana 
 
17.. - 17.. Addi II 
 
1795 - 1800 `Umar wuld Mukhtar "wuld Kumba" 
 
1800 - 1827 `Umar wuld Mukhtar: da non confondersi con il precedente 
 
1827 - 1860 Muhammad wuld `Umar al-Habib († 1860) 
 
1860 - luglio 1871 Sidi Mubayrika wuld Muhammad († 1871) 
 
Luglio 1871 - 1873 Ahmad Salum wuld `Umar († 1873) 
 
1873 - ottobre 1886 `Ali Dyombot wuld Muhammad († 1886) 
 
Ottobre 1886 - dicembre 1886 Muhammad Fadil wuld `Ali († 1886) 
 
Dicembre 1886 - 1891 `Umar Salum wuld `Umar († 1893) 
 
1891 - 18 aprile 1905 Ahmad Salum wuld `Ali († 1905) 
 
pre-1903 Muhammad Salum wuld Ibrahim (rivolta) 
 
1903 - 1917 Shaykh Sa`d wuld Muhammad Fadil († 1917) 
 
1917 - 1932 Shaykh Khalifa wuld Sa`d († 1932) 
 
1932 - 1944 Ahmad wuld Deid († 1944) 
 
1944 - 1958 Vacante? 
 
1958 - Muhammad Fall wuld `Umayr